# Olivier Kapo
Narcisse-Olivier Kapo-Obou (* 27. September 1980 in Abidjan, Elfenbeinküste) ist ein ehemaliger französischer Fußballspieler.

## Karriere
Olivier Kapo begann seine Karriere bei AJ Auxerre, wo er als junger Spieler starke Leistungen zeigte und zum Nationalspieler wurde.
Im Sommer 2004 wurde er von Juventus Turin verpflichtet, wo er in seiner ersten Saison unter Trainer Fabio Capello kaum zum Einsatz kam. Deshalb wurde er für die Saison 2005/06 an die AS Monaco und für 2006/07 an die UD Levante nach Spanien ausgeliehen.
Am 29. Juni 2007 wechselte Olivier Kapo für drei Millionen Pfund von Juventus zum englischen Klub Birmingham City. Dort blieb er jedoch nur ein Jahr und nach dem Abstieg der „Blues“ schloss sich Kapo dem Erstligisten Wigan Athletic an, wo er einen Dreijahresvertrag unterschrieb. In der Winterpause der Saison 2009/10 wurde er an die US Boulogne verliehen. Nachdem das sechsmonatige Leihgeschäft beendet war, ging er zurück nach Wigan. Im August 2010 wurde der noch laufende Vertrag aufgelöst. Unter anderem absolvierte er ein Probetraining beim SC Freiburg. Am 4. November 2010 unterschrieb er einen Vertrag bis Ende der Saison bei Celtic Glasgow. Nach weiteren Stationen bei Al-Ahli SC, AJ Auxerre, Levadiakos und Korona Kielce beendete er 2015 seine aktive Karriere.